# 龍宮瀑布
龍宮瀑布位於嘉義縣梅山鄉，為瑞峰風景區內最為壯觀的瀑布，與在對面山壁的雷音瀑布雙雙入選「全台負離子最多的瀑布」前十名。

## 簡介
龍宮瀑布屬生毛樹溪支流竹坑溪流域之瀑布，位於「阿里山國家風景區」範圍內的『竹坑溪步道』終點處，瀑布標高約685公尺至595公尺，落差約90公尺。瀑布上段為圓壺狀岩石地形，有道寬達百公尺以上，高、深各約2公尺的狹長天然岩洞，瀑水由崖壁上方穿過形成水濂洞，岩壁間開鑿了一條步道，遊客可沿著此半圓型的岩壁步道，體驗龍宮瀑布磅礡震撼的氣勢。龍宮瀑布下方瀑潭與位於雙水溪匯流處的雷音瀑布下方瀑潭共築雙水潭之景觀。隔著溪流的對面山壁，即可見雷音瀑布層層落下。位於雷音瀑布頂端有座「望瀧橋」，可俯視龍宮瀑布的美景。

## 地質構造
竹坑溪一帶地層，屬阿里山山脈的岩層，多由地質年代較年輕的砂岩、頁岩和砂頁岩互相堆疊而成。由於砂岩顆粒較粗、堅實，頁岩顆粒較細而脆弱，面對外力侵蝕，頁岩較易風化崩解；若在砂頁岩互層環境中，同樣遭受外力侵蝕時，頁岩較易被侵蝕，造成地層成內凹的景象。位在龍宮瀑布上段崖壁中的步道就是順著圓壺狀內凹岩石地形所開鑿的步道。

## 交通資訊
- 自行開車：由國道3號下梅山交流道轉162線接台3線至梅山，左轉玄廟路接162甲線經太平往瑞峰，至29.6K處二坪仔停車場，循小徑前行約500公尺，即為竹坑溪步道入口[9]。

- 自停車進入，經過一段村落田園小徑，再上坡後即是平坦路段，接著是有涼亭和廁所的休憩區。循步道繼續前行，經過12號橋、11號橋，有一處休憩涼亭[注 2][9]，往左可見到雷音瀑布，往右前行即是龍宮瀑布。步道全程約2.3公里，兩小時內可完成[2]。

## 解
1. ↑  根據《臺灣通用電子地圖【NLSC】》、《臺灣通用正射影像【NLSC】》對照。
2. ↑  休憩涼亭往龍宮瀑布的棧橋損毀，目前暫不開放。

## 外部連結
- 在Youtube的龍宮瀑布影音 （页面存档备份，存于）
- 在Panoramio的龍宮瀑布影像
- 在Panoramio的龍宮瀑布中步道影像